# Palau de Mateus
El palau de Mateus (en portuguès: Palácio de Mateus, Solar de Mateus o Casa de Mateus) és un palau localitzat a la parròquia civil de Mateus, municipi de Vila Real, Portugal. Els tres edificis principals són el casal, el celler i la capella.
Els edificis del celler daten del segle xvi i van ser modificats el 1800. L'arquitecte Nicolau Nasoni fou l'encarregat del projecte per a la construcció del palau, que tenia lloc al segle xviii, possiblement entre el 1739 i el 1743, segons un expert. L'obra va ser autoritzada per António José Botelho Mourão, 3r Morgado de Mateus. L'actual casa pairal va substituir l'antiga casa familiar que es va construir al mateix lloc a principis del 1600. El 1910, va ser classificat com a Monument Nacional. El palau és propietat de la Fundació Mateus.

## Galeria d'imatges

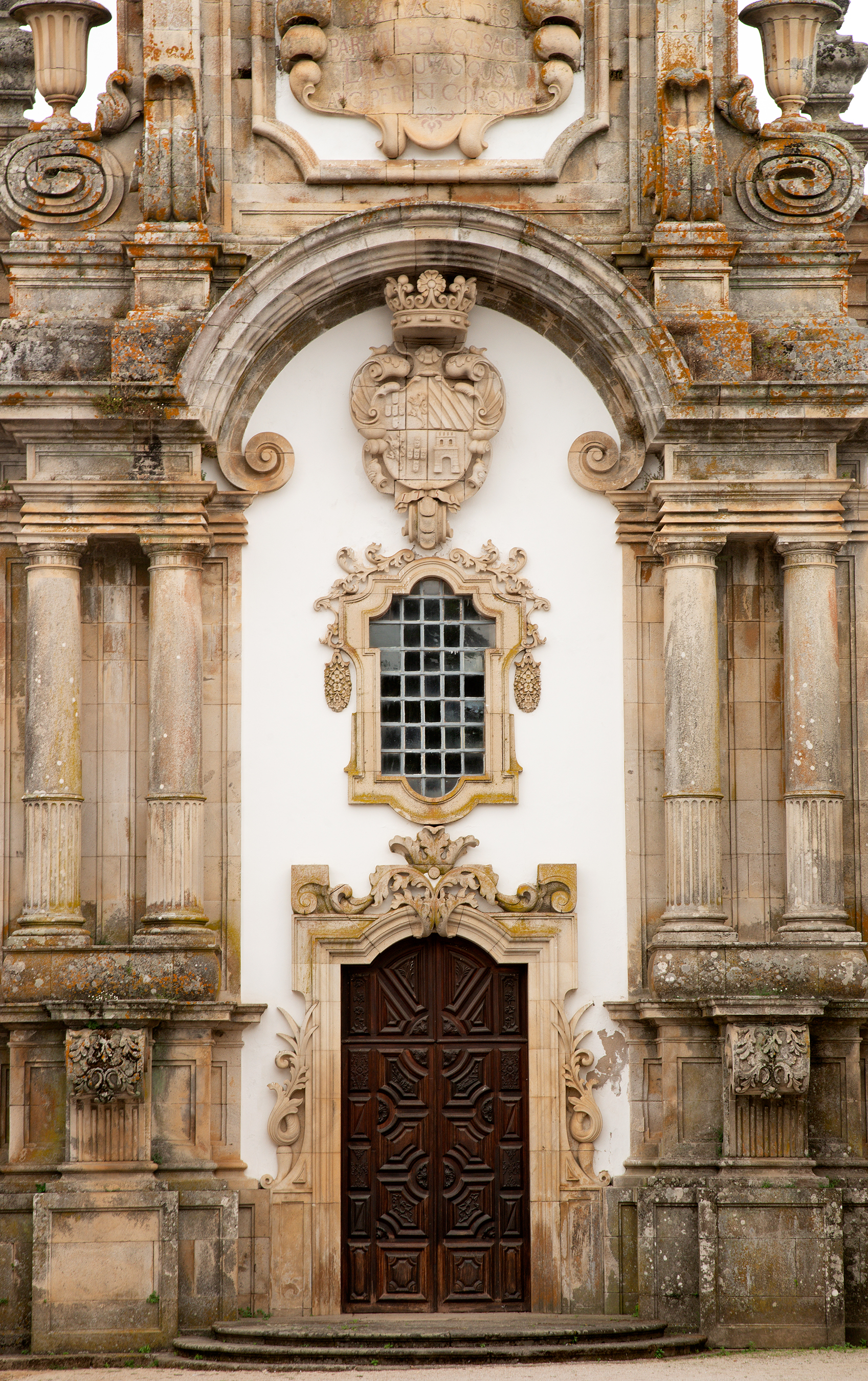
Capella
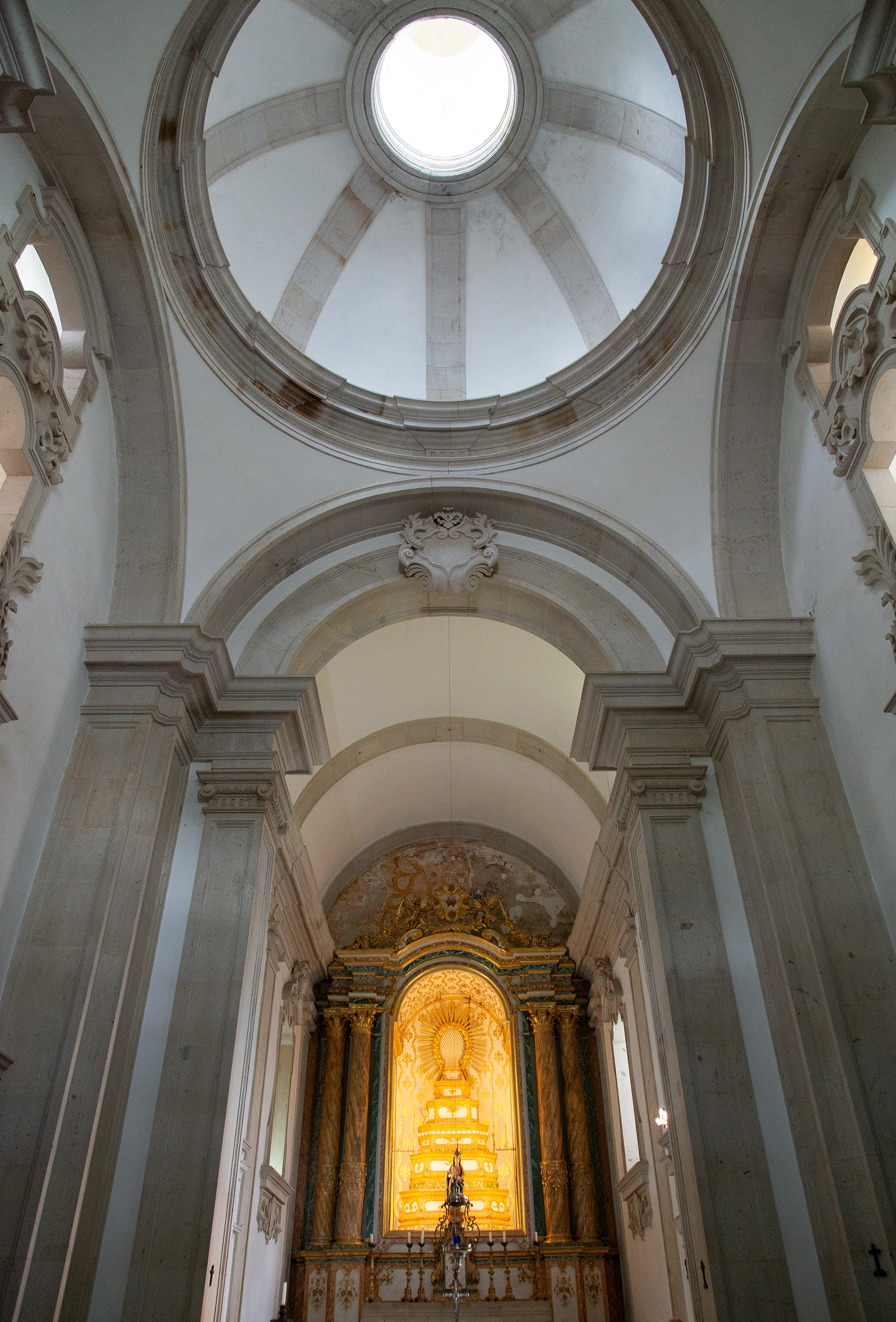
Capella
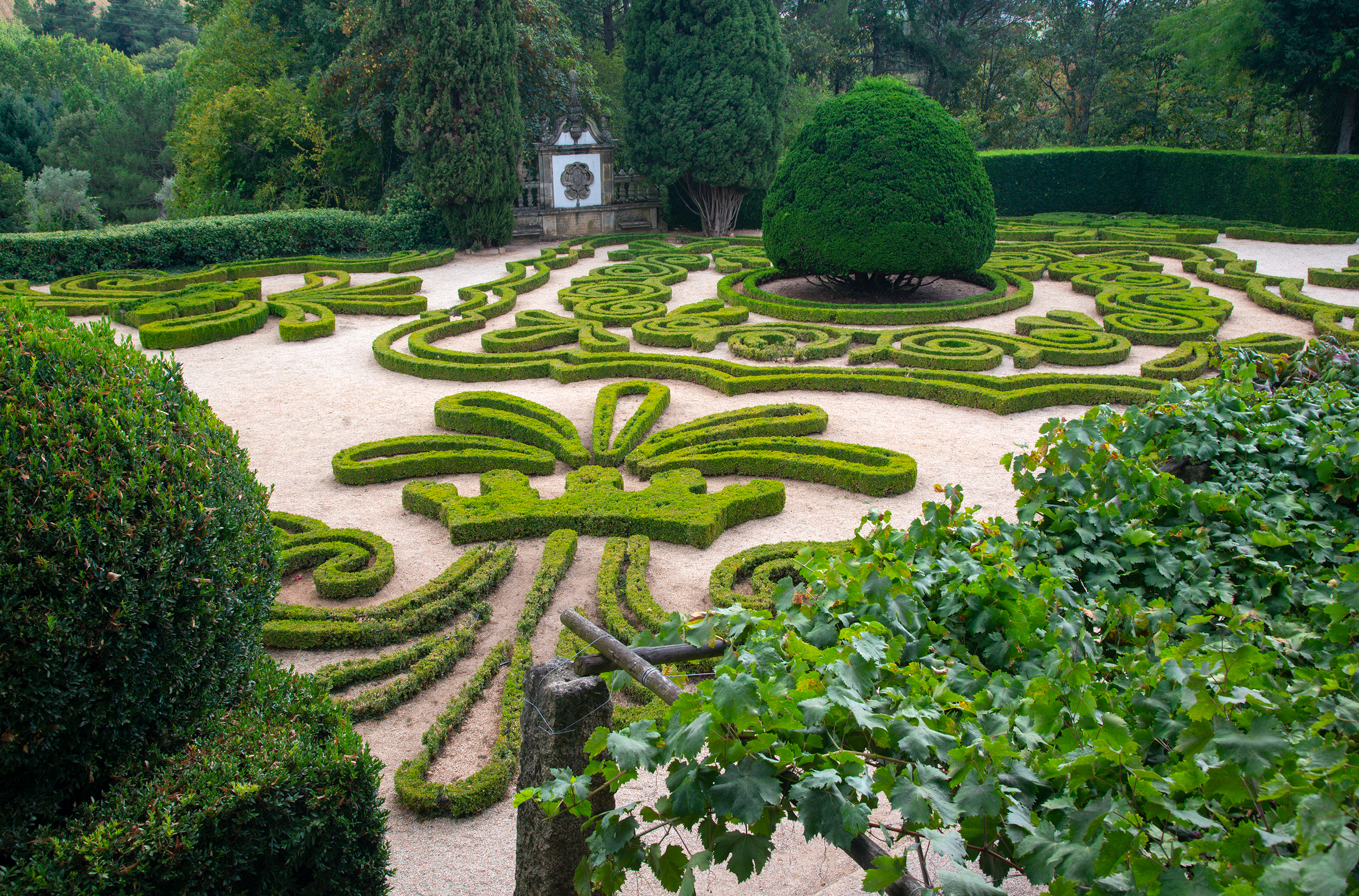
Parc
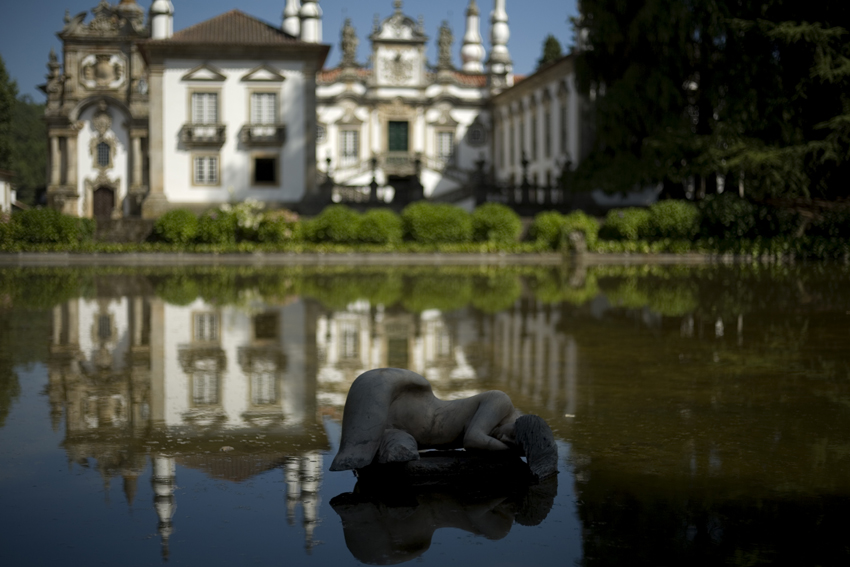
Parc (João Cutileiro)